# О’Брайен, Шейн
Шейн О’Брайен (англ. Shane Joseph O'Brien; род. 27 сентября 1960, Окленд) — новозеландский гребец, чемпион Олимпийских игр 1984 года в Лос-Анджелесе.

## Карьера
О’Брайен родился в 1960 году в Окленде. В 1978 году окончил среднюю школу, где уже занимался греблей. Вместе с Лесом О’Коннеллом, Конрадом Робертсоном и Китом Траском выиграл золотые медали в четвёрках на Олимпийских играх 1984 года. Он также участвовал в Играх Содружества 1986 года в Эдинбурге, где завоевал серебряную медаль в четвёрке и бронзовую медаль в восьмёрке. На чемпионате мира 1985 года в Мехелене занял четвёртое место в четвёрках. Все медали были украдены в 2006 году неизвестными из семейного дома в Сандрингеме.
Получив образование учителя и проработав некоторое время в Окленде, в начале 90-х переехал в Англию, где работал учителем и тренировал гребцов в высшей школе Латимера. В 1999 году перешёл в колледж Шиплейк в Хенли-он-Темс, на должность заместителя директора. Один из гребцов колледжа, которых он тренировал, Уильям Сэтч, выиграл бронзовую медаль Олимпийских игр 2012 года в двойках и золотую медаль четырьмя годами позднее в восьмёрках. Перед тем как он покинул колледж, в честь него была названа новая приобретенная лодка. В середине 2011 года стал директором английской школы в Дубай, ОАЭ.